# Zagłębie Lubin (balonmano masculino)
El Zagłębie Lubin es un club de balonmano masculino de la ciudad de Lubin. Fue fundado en 1967 y juega en la PGNiG Superliga, la máxima categoría del balonmano polaco.
Cuenta también con una sección femenina.

## Palmarés
- Liga de Polonia de balonmano (1): 
  - 2007
- Copa de Polonia de balonmano (1): 
  - 1993

## Plantilla 2024-25
|  | Porteros - 12 Miłosz Byczek - 16 Miłosz Krukiewicz - 44 Marcin Schodowski Extremos izquierdos - 13 Dawid Krysiak - 14 Jan Czuwara Extremos derechos - 19 Arkadiusz Michalak - 57 Wojciech Kozłowski Pívots - 20 Tomasz Pietruszko - 45 Paweł Kałuźny | Laterales izquierdos - 02 Filip Jarosz - 10 Stanisław Gębala - 11 Paweł Krupa Centrales - 22 Bartosz Sarnowski - 23 Mateusz Drozdalski - 30 Patryk Pulit - 35 Maciej Markowski Laterales derechos - 31 Patryk Iskra - 33 Paweł Dudkowski |